# 澳門街市

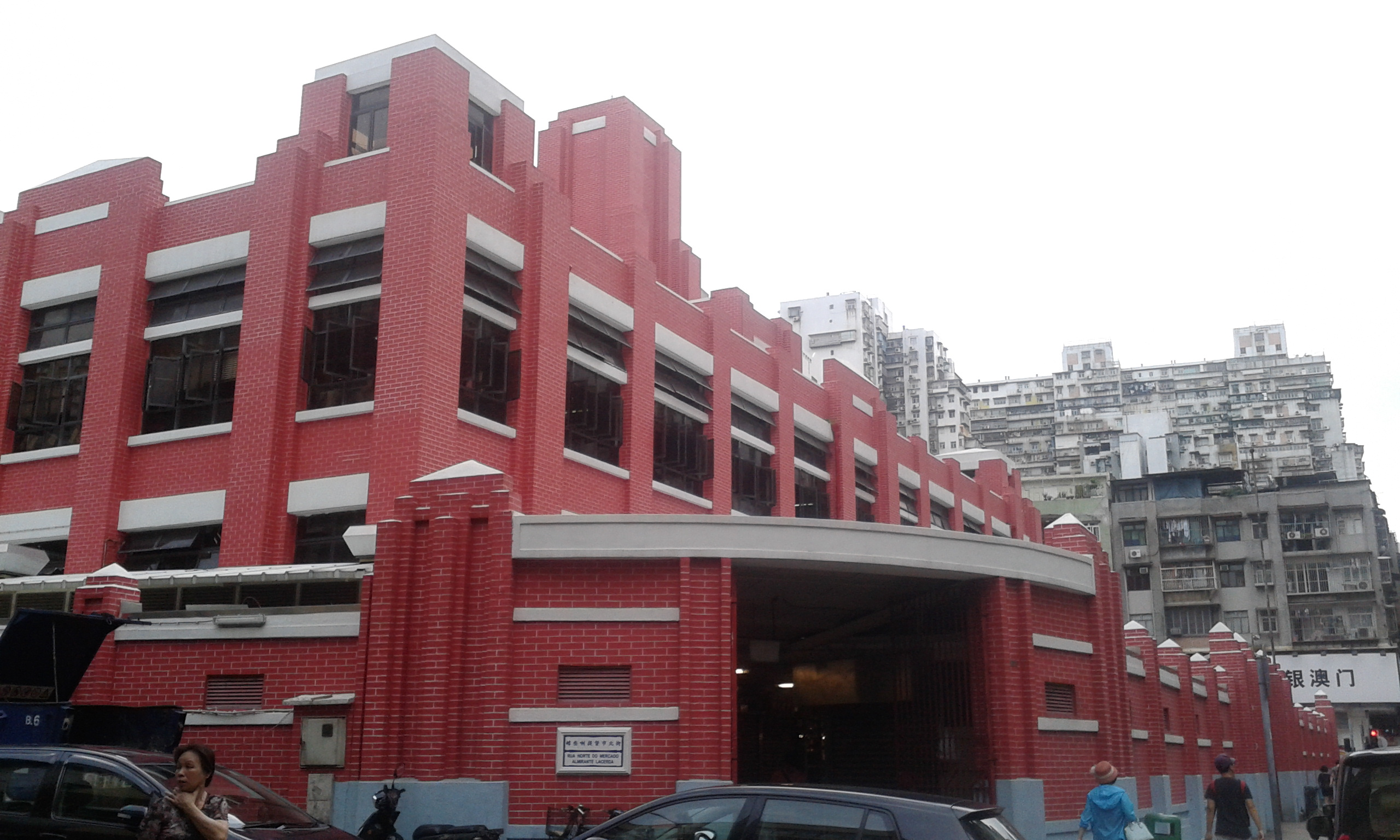
紅街市現時澳門歷史最悠久的街市

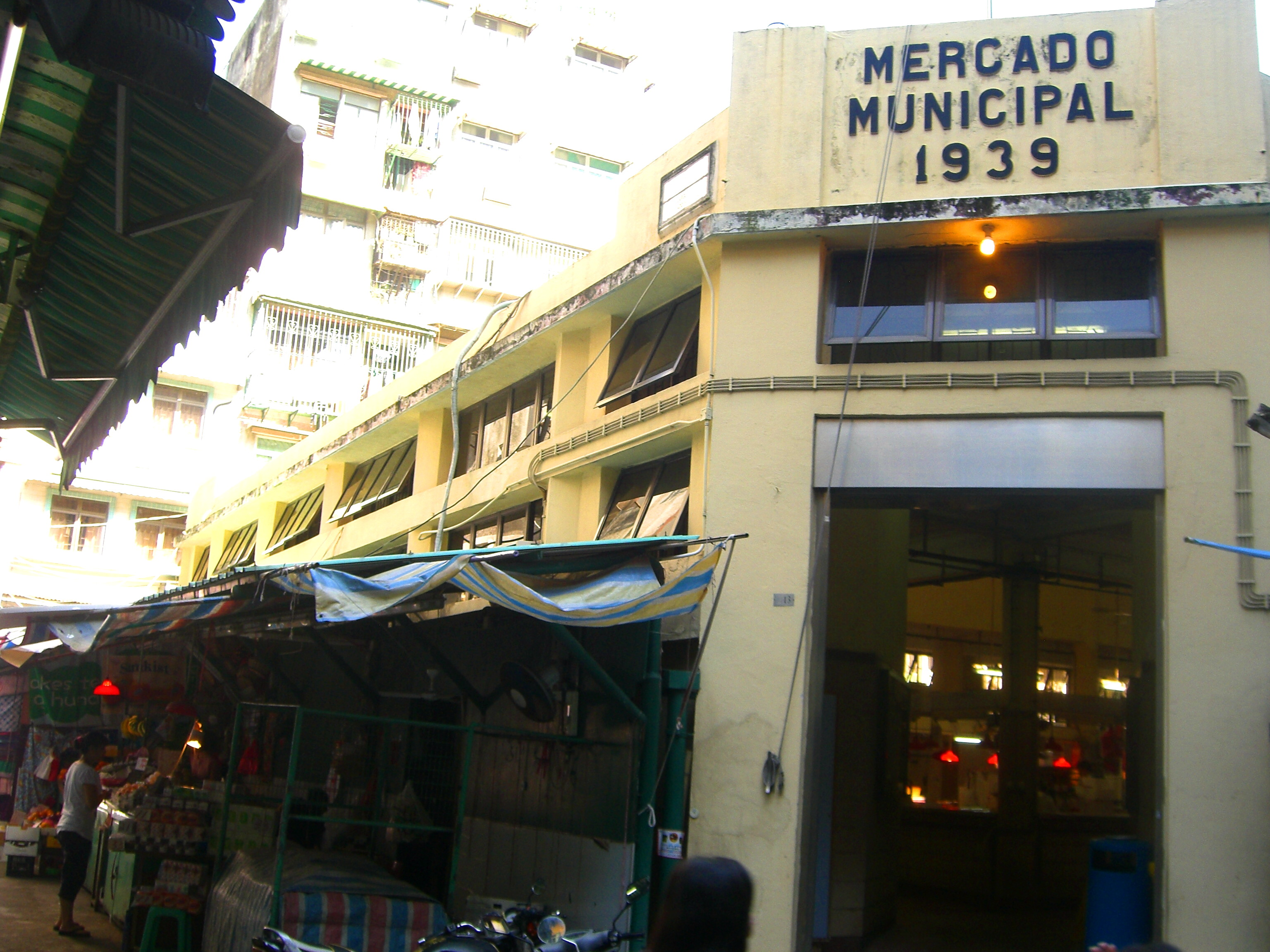
雀仔園街市

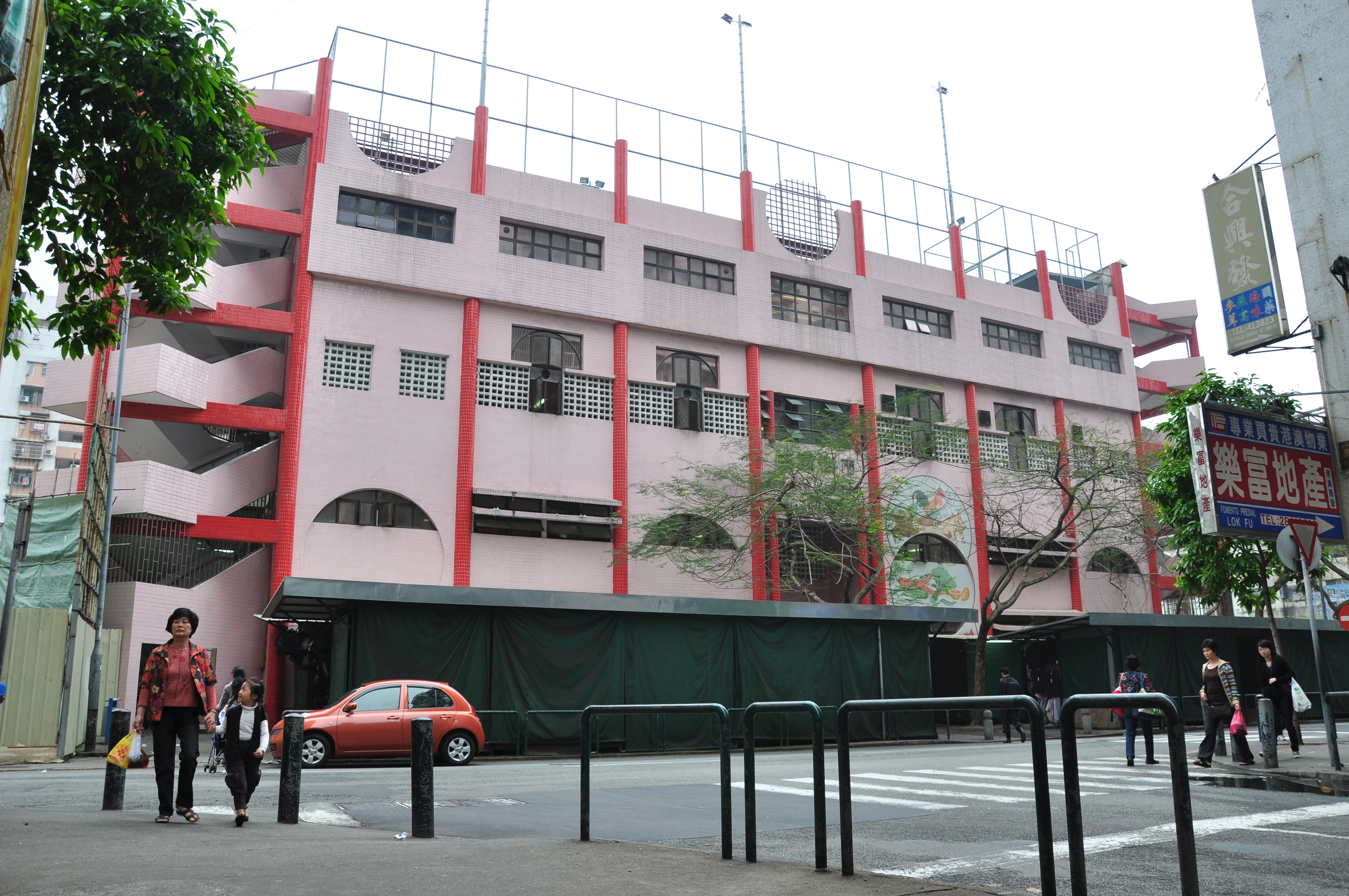
祐漢街市

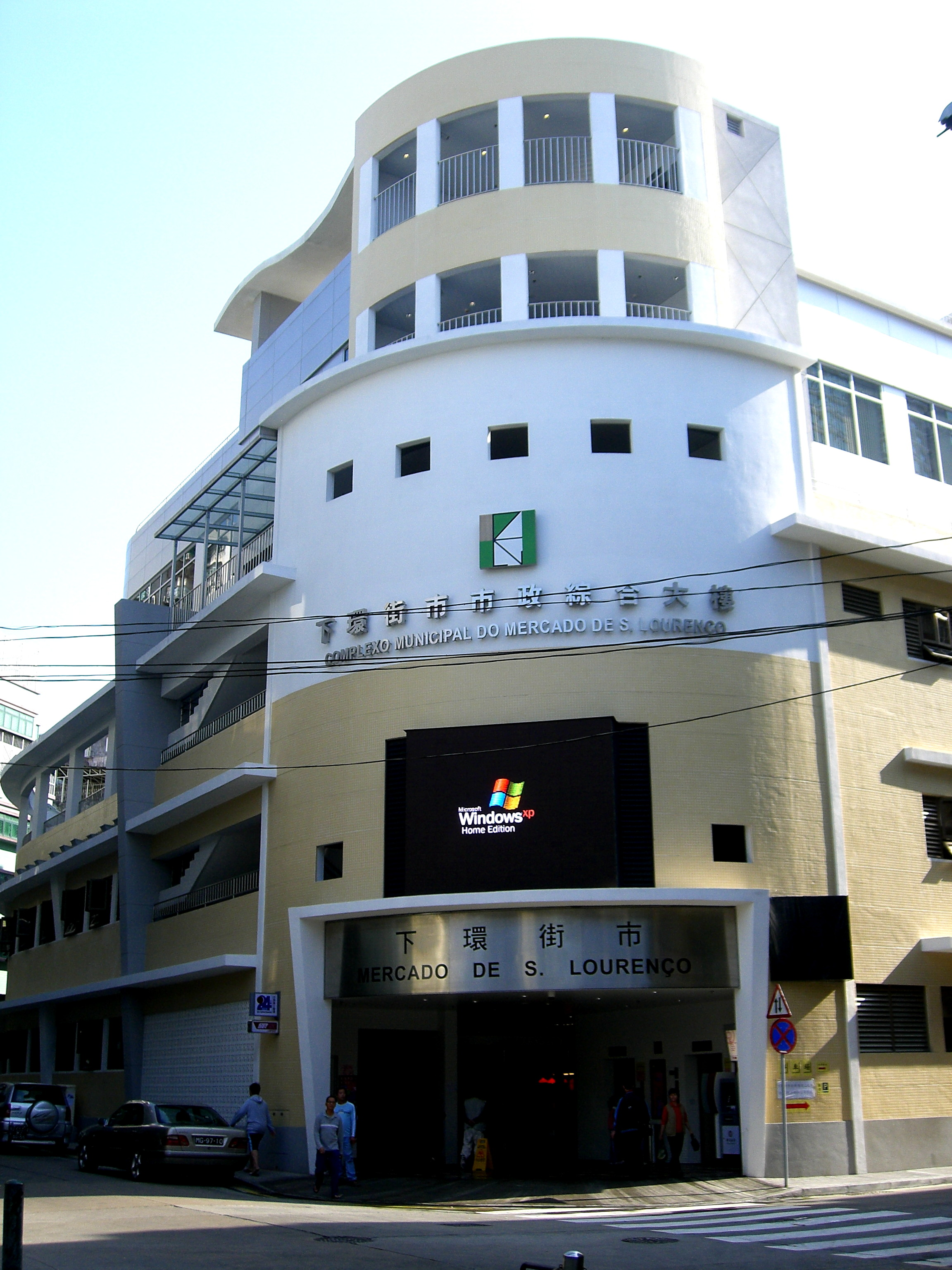
下環街市

隨著澳門人口的發展，澳門區內出現了不少大小街市。昔日澳門的街市大多不只是菜市場的單一用途。例如昔日在海傍的祐漢街市，除菜市場功能外，其“美基內市場圍”是社區活動中心。另一些昔日澳門的街市，與戲院連結在一起，戲院設在樓上，街市在樓下。昔日澳門古老的街市，已隨社會的變遷而消失、擴建或遷址，被現代化的街市所取代。由於黑沙環新填海區、青洲和新口岸人口激增，當局有意在上述地段興建街市。

## 街市管理
昔日澳門的街市由澳門議事公局所管理，現今澳門的九個街市均由市政署所管理的。

## 澳門街市
至目前為止，澳門的八個街市均由澳門市政署所管理的，分別是：
- 紅街市[3]
- 台山街市
- 祐漢街市
- 營地街市
- 雀仔園街市[4]
- 下環街市
- 沙梨頭街市
- 氹仔市政街市[5]

## 臨時街市
- 臨時提督街市 (前身為臨時沙梨頭街市)

## 其他傳統購物區
- 三盞燈
- 三街會館地區之營地大街、關前街和草堆街

## 已消失的街市
- 泗𠵼街市
- 青洲街市
- 南京街市（水上街市前身）
- 水上街市（沙梨頭街市前身）
- 海鏡街市（下環街市前身）
- 娛樂街市
- 佑漢街市
- 路環市政街市[6]

## 外部連結
- 澳門百科全書：澳門街市